# Glazovskij rajon
Il Glazovskij rajon (in russo Глазовский район?, in lingua udmurta Глаз ёрос) è un municipal'nyj rajon della Repubblica Autonoma dell'Udmurtia, in Russia. Istituito il 15 luglio 1929, occupa una superficie di circa 2 157,7 chilometri quadrati, ha come capoluogo Glazov e una popolazione di 15 775 abitanti.